# Банське
Банське (словац. Banské) — село в Словаччині, у Врановському окрузі Пряшівського краю. Розташоване в північно-східній частині Словаччини в центральній частині Солоних гір. Протікає річка Ольшава.
Уперше згадується у 1397 році.

## Пам'ятки
У селі є греко-католицька церква святих Петра і Павла (1788) в стилі пізнього бароко на місці старішого храму 1678 року, з 1963 року національна культурна пам'ятка.

## Населення
| Рік:            | 1994. | 2004.    | 2014.    | 2024.    |
| --------------- | ----- | -------- | -------- | -------- |
| Кількість осіб: | 1355  | 1563     | 1811     | 2018     |
| Різниця:        |       | +15,35 % | +15,86 % | +11,43 % |

| Рік:            | 2023. | 2024.   |
| --------------- | ----- | ------- |
| Кількість осіб: | 1974  | 2018    |
| Різниця:        |       | +2,22 % |

В селі проживає 1647 осіб.
Національний склад населення (за даними перепису 2001 року):
- словаки — 76,54 %
- цигани — 23,11 %

Склад населення за приналежністю до релігії станом на 2001 рік:
- греко-католики — 89,78 %,
- римо-католики — 9,33 %,
- протестанти — 0,14 %,
- не вважають себе віруючими або не належать до жодної вищезгаданої церкви- 0,62 %

## Географія
Протікають Цабовський потік і Чрхлинський потік.